# تشبر (سردشت)
تشبر هي قرية في مقاطعة سردشت، إيران. يقدر عدد سكانها بـ 73 نسمة بحسب إحصاء 2016.